# Курилово (Малечкинское сельское поселение)
Курилово — деревня в Череповецком районе Вологодской области.
Входит в состав Малечкинского сельского поселения, с точки зрения административно-территориального деления — в Малечкинский сельсовет.
Расстояние по автодороге до районного центра Череповца — 21 км, до центра муниципального образования Малечкино — 1 км. Ближайшие населённые пункты — Малечкино, Дементьево, Заякошье, Афонино.
По переписи 2002 года население — 22 человека (9 мужчин, 13 женщин). Основные национальности — русские (64 %), цыгане (32 %).